# Ogilbia
Ogilbia es un género de peces marinos de la familia de las brótulas vivíparas, distribuidos por toda América, a lo largo de toda la costa del océano Atlántico, océano Pacífico y mar Caribe. Su nombre fue puesto en honor del  naturalista irlandés Ogilby.

## Anatomía
Son peces de tamaño pequeño, menos de 10 cm de longitud, con cuerpo anguiliforme y unas larguísimas aletas dorsal y anal; poseen unos finos y largos bigotes bajo la cabeza.

## Hábitat
Viven posados sobre el fondo en aguas muy superficiales de la costa, casi en la zona que queda al descubierto durante la bajamar, siendo frecuentes en las charcas mareales y en los arrecifes de coral. Se reproducen por viviparismo, como el resto de su familia.

## Especies
Existen 18 especies consideradas válidas:
- Ogilbia boehlkei (Møller, Schwarzhans y Nielsen, 2005) - Brótula del coral de Boehlke.
- Ogilbia boydwalkeri (Møller, Schwarzhans y Nielsen, 2005) - Brótula del coral de Walker.
- Ogilbia cayorum (Evermayn y Kendall, 1898) - Brótula rojiza o Brotula amarilla.
- Ogilbia cocoensis (Møller, Schwarzhans y Nielsen, 2005) - Brótula del coral coco.
- Ogilbia davidsmithi (Møller, Schwarzhans y Nielsen, 2005) - Brótula del coral de Smith.
- Ogilbia deroyi (Poll y van Mol, 1966) - Brótula de Deroy.
- Ogilbia galapagosensis (Poll y LeLeup, 1965) - Brótula de Galápagos.
- Ogilbia jeffwilliamsi (Møller, Schwarzhans y Nielsen, 2005) - Brótula del coral de William.
- Ogilbia jewettae (Møller, Schwarzhans y Nielsen, 2005) - Brótula del coral de Jewett.
- Ogilbia mccoskeri (Møller, Schwarzhans y Nielsen, 2005) - Brótula del coral de Mccosker.
- Ogilbia nigromarginata (Møller, Schwarzhans y Nielsen, 2005)
- Ogilbia nudiceps (Møller, Schwarzhans y Nielsen, 2005)
- Ogilbia robertsoni (Møller, Schwarzhans y Nielsen, 2005) - Brótula del coral de Roberts.
- Ogilbia sabaji (Møller, Schwarzhans y Nielsen, 2005) - Brótula del coral de Sabaji.
- Ogilbia sedorae (Møller, Schwarzhans y Nielsen, 2005) - Brótula del coral de Sedor.
- Ogilbia suarezae (Møller, Schwarzhans y Nielsen, 2005) - Brótula del coral de Suárez.
- Ogilbia tyleri (Møller, Schwarzhans y Nielsen, 2005) - Brótula del coral de Tyler.
- Ogilbia ventralis (Gill, 1863) - Brótula del Golfo.